# Aeroportul Olavarría
Aeroportul Olavarría (IATA: OVR, ICAO: SAZF) este un aeroport din Buenos Aires, Argentina ce deservește zona Olavarría⁠(d). A fost numit după zona deservită.
Situat la o altitudine de 166 m, aeroportul dispune de o singură pistă.